# アズダルコ科
アズダルコ科 Azhdarchidae (ペルシャ語でドラゴンのようなモンスターを指す″اژدر"（Azhdar）に因む) は白亜紀後期に生息していた翼竜類の分類群の一つ。白亜紀前期の地層からも明らかにアズダルコ科のものである脊椎が報告されている。アズダルコ科は全時代を通じて最大の飛行する動物の幾つかを含むが、ネコ程度の大きさのものも知られている。もともとはプテラノドン科の下位にある亜科として設けられたもので、1894年にNesovがアズダルコ、ケツァルコアトルス、そしてティタノプテリクス（現在のアランボウルギアニア）のみで構成されていた。彼らは翼竜類最後の生き残りで、世界中に分布し、たいへん成功したグループである。白亜紀末の大量絶滅の際、本科を除く翼竜類は絶滅したと考えられた。ほとんどの翼竜はアズダルコ科が滅ぶ前に既に滅んでいたと思われていたが、最近はプテラノドン類、ニクトサウルス類、タペジャラ類などいくつかのクレードはまだ生き残っていたことがわかっている。ナヴァジョダクティルス、バコニドラコ、モンタナズダルコは2015年にアズダルコ科から他のクレードに移された 。

## 記載

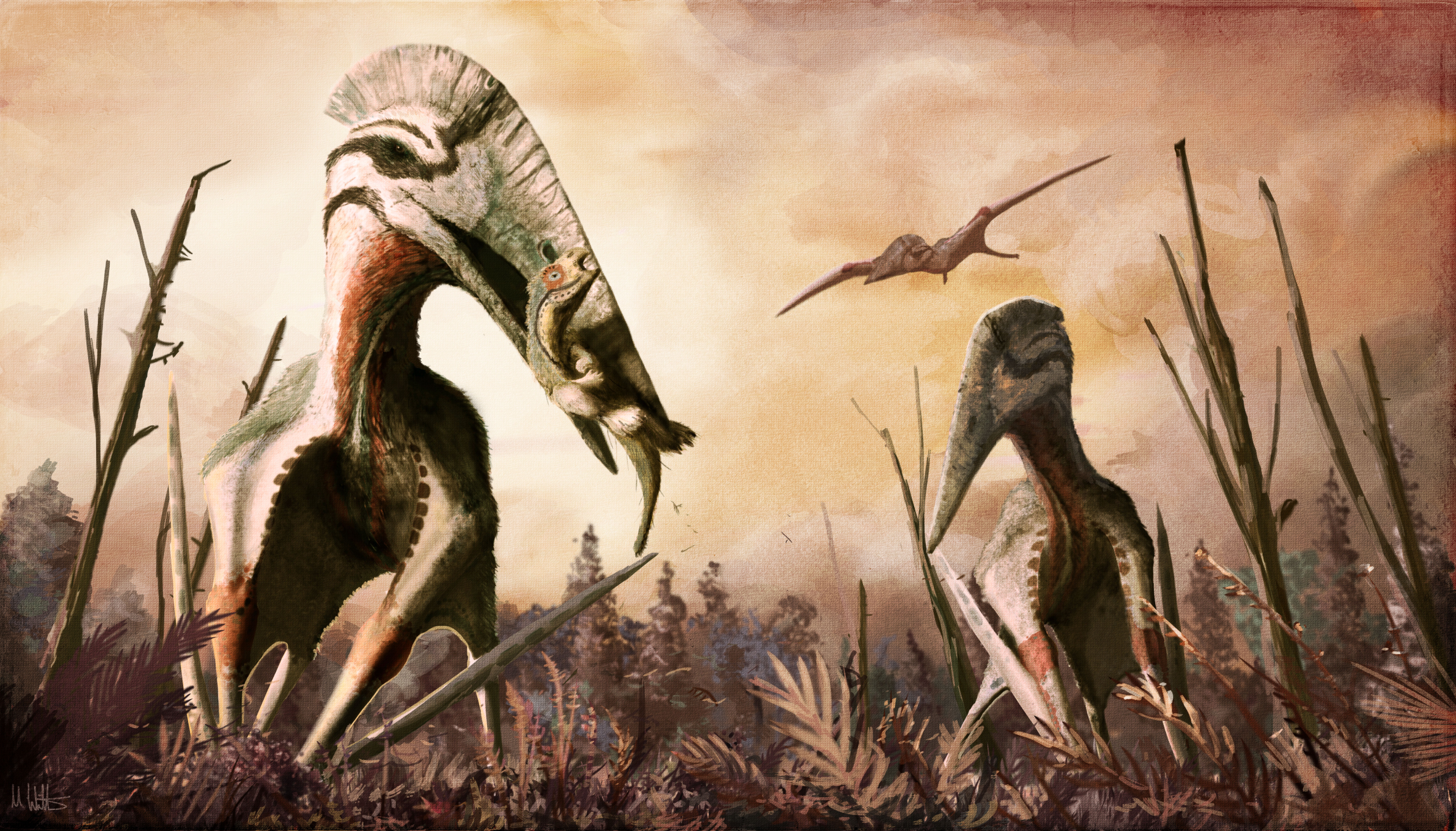
ザルモクセスを襲うハツェゴプテリクス

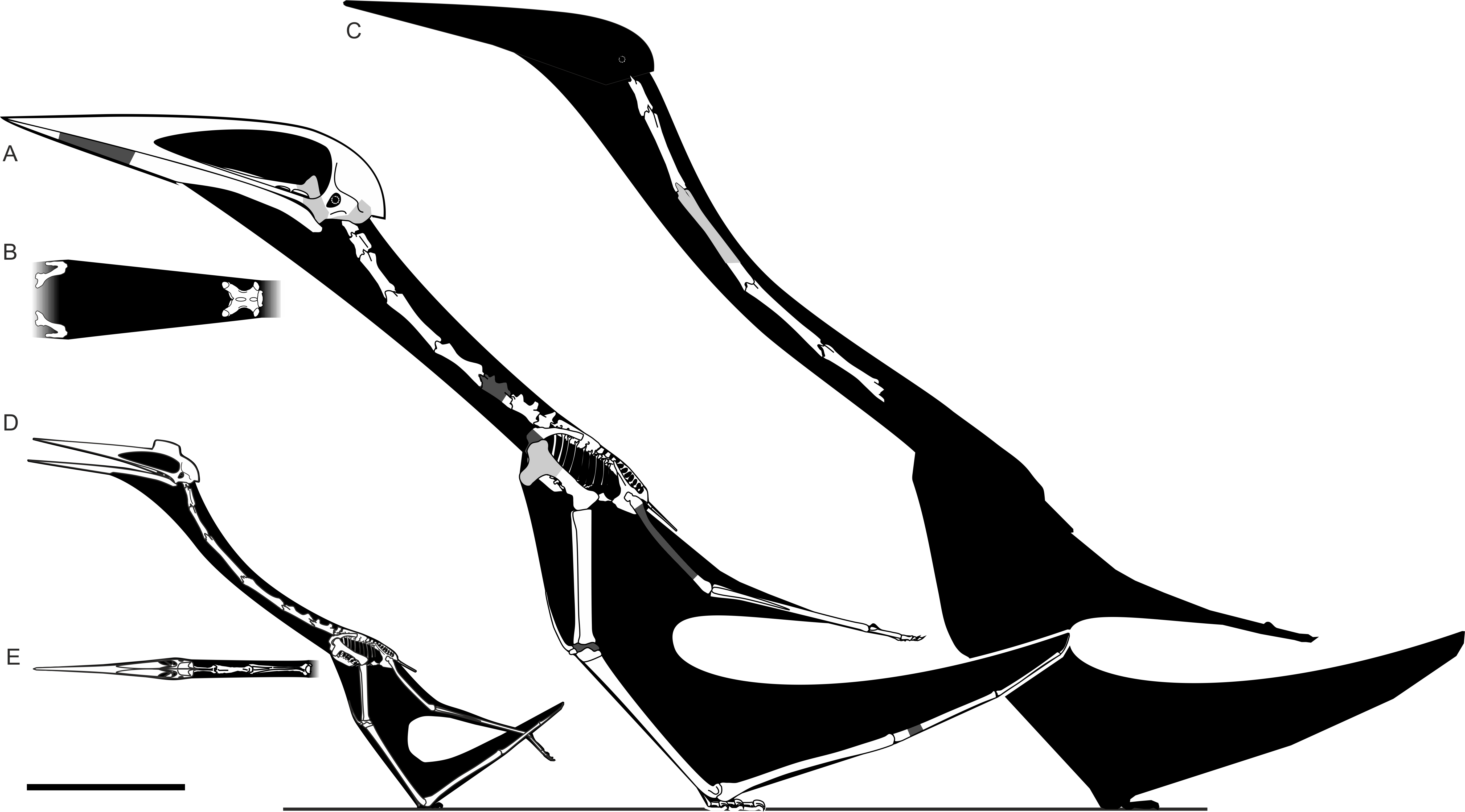
サイズ比較。ハツェゴプテリクス (A-B)、アランボウルギアニア(C) 、ケツァルコアトルス (D-E)。鋭いクチバシと鈍いクチバシの違いを図示したもの

アズダルコ科は長い脚と極めて長い首で特徴付けられる。アズダルコ科に分類される種のほとんどはその長い頸椎によって同定されており、他の特徴はあまりわかっていない。 いくつかの属は非常に保存状態の良い骨格が知られている。チェージャンゴプテルスとケツァルコアトルスがそれである。アズダルコ科は頭も長く巨大で、槍のようなクチバシをもっている。アズダルコ科には主に2つのタイプがある。クチバシが「短く深く鈍いもの」と「長く薄く鋭く尖るもの」である。
これはアズダルコ類がスキマー（アジサシのように水面をかすめるように飛び、クチバシだけ水中に入れて魚を獲る動物）だったことを示唆しているとも考えられたが、更なる研究によってその考えに懐疑的な判断が出てきている。それによるとアズダルコ科はスキマーとしての餌摂取に必要な適応を欠いており、むしろコウノトリやジサイチョウのように地上を歩き回って餌を探すタイプの捕食者だったと考えられる 。最大のアズダルコ科の一つハツェゴプテリクスは恐らく孵化直後や小型の恐竜などの小さな獲物を捕食していた。ハツェゴプテリクスは例外的に太く長いクチバシを備えており、それを使って獲物を襲撃しながら、当時のトランシルバニアの生態系の頂点に君臨していたと思われる。他の典型的アズダルコ科の生態としてはアランカのクチバシが参考になる。アランカはその顎の骨の形状から、恐らく貝やその他の硬い殻や甲羅をもつ獲物をクチバシで突き壊して食べていたと考えられている。
アズダルコ科は一般的に中型から大型の翼竜だった。最大のものは翼開長が10～12ｍと推定されている 。しかしいくつかの小型種も最近発見されている。
現在、アズダルコ科以外に、翼張が10メートルに達した飛行生物は知られていない。そのため、アズダルコ科の最大種は同時に、史上最大の飛行生物の称号を手にすることになる。しかし、翼張が10メートルを超えると目されている種の全身骨格は発見されていないため、その正確な大きさははっきりしておらず、アズダルコ科の最大種がどの種だったのかはいまだに結論が出ていない。
現時点で、翼張10メートルを超えると考えられている種は、次の通りとなっている。
- - 　ケツァルコアトルス・ノルトロピ
  - 　ハツェゴプテリクス・タムベマ
  - 　クリオドラコン・ボレアス
  - 　アランボウルギアニア・フィラデルフィアエ

ただしアランボウルギアニアは近年、翼張7~9メートル程度だったと推測されており、最大種候補から外れる可能性が出てきている。

## 系統学
アズダルコ科は歯のない長いクチバシから、もともとプテラノドンと近縁のクレードと考えられていた。だが歯のあるクテノカスマ類 (クテノカスマやプテロダウストロのようなフィルターフィーダー)の方が形態的に近いと主張する者もいた。2017年現在では、トゥプクスアラやタペジャラのような翼竜がより近縁であるという考えが広くコンセンサスを得ている。

### 分類
以下は2006年の Unwinによる分類から、タペジャラ類に移されたモンタナズダルコを除外したもの。
- アズダルコ科
  - アエロティタン
  - アランカ[21]
  - アララズダルコ[22]
  - アランボウルギアニア
  - アズダルコ
  - クレトルニス[23]
  - エウラズダルコ[24]
  - ハツェゴプテリクス
  - オルニトケイルス・ブンゼリ[23]
  - パレオクルソルニス
  - フォスファトドラコ
  - ケツァルコアトルス
  - ヴォルガドラコ[25]
  - チェージャンゴプテルス
  - アズダルコ科かもしれない属
    - ベネッタジア
    - ボゴルボヴィア
    - ドラトリンクス
    - エオアズダルコ

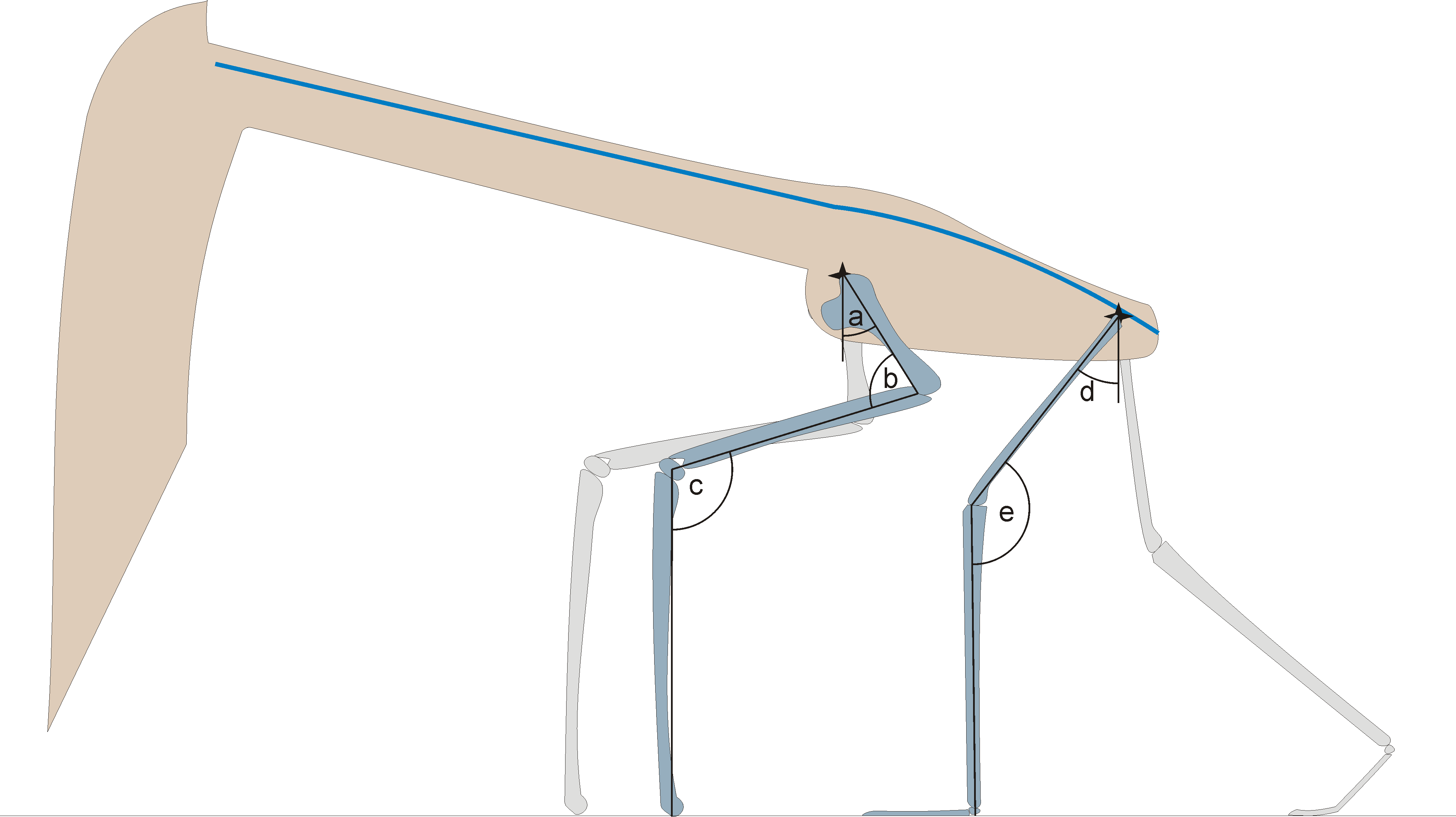
矢状に整列した四肢を使ったアズダルコ科の摂餌姿勢の復原

    - ナヴァジョダクティルス（ナバホダクティルス）